# De Bankier (gebouw)

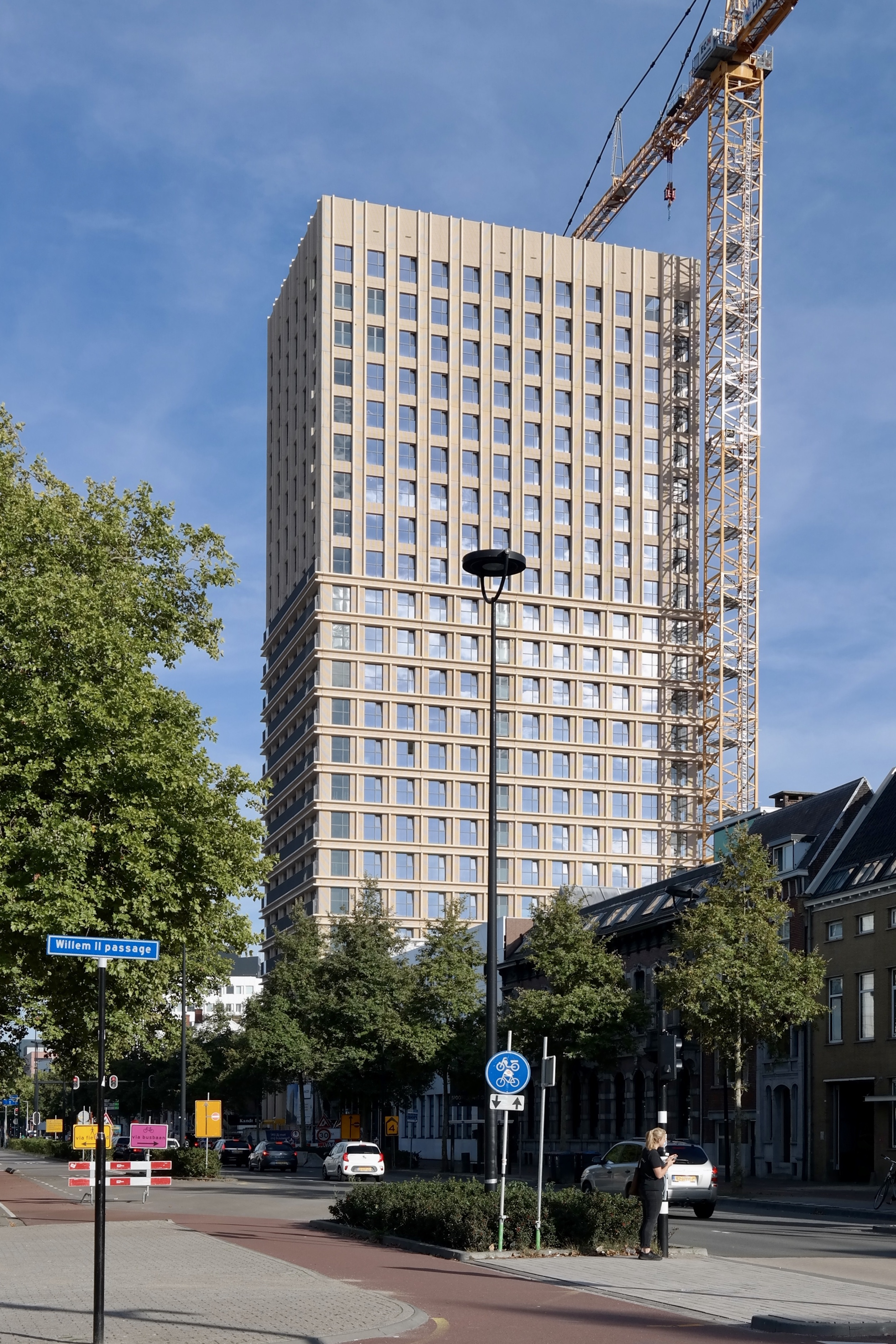
De Bankier in aanbouw in september 2022

De Bankier is een woontoren in de Noord-Brabantse stad Tilburg die in 2023 werd opgeleverd. De toren is gelegen op de hoek van de Spoorlaan en de Magazijnstraat en heeft 23 verdiepingen. De toren is 76 meter hoog een is daarmee het op drie na hoogste gebouw van de stad. Het dankt haar naam aan het monumentale door architectenbureau Kraaijvanger ontworpen bankgebouw van Van Mierlo en Zoon dat in 1954 op de ernaast gelegen kavel werd gebouwd.
Op 7 oktober 2022 werd met een lichtshow het bereiken van het hoogste punt gevierd.